# Ян III Собеський
Ян III Собе́ський (пол. Jan III Sobieski; 17 серпня 1629, Олесько — 17 червня 1696) — монарх Речі Посполитої (Республіки Обох Народів), король польський, великий князь литовський, великий князь руський з 1674 року, великий коронний маршалок з 1665 року, польний гетьман коронний з 1666 року, великий коронний гетьман з 1668 року. Своїм військовим талантом надовго забезпечив Речі Посполитій спокій на південних кордонах. Його вважають національним героєм Польщі.
1684 р. Папа Інокентій XI надав йому почесний титул Захисник віри (лат. Defensor Fidei) та Правовірна Величність (пол. król prawowierny).

## Біографія

### Дитинство, юність, навчання
Народився в Олеську (нині селище Буської громади, Львівська область), у сім'ї магната Якова Собеського та його другої дружини — представниці спольщеного руського роду Софії Теофіли з Даниловичів. Дитячі роки провів разом зі старшим братом Мареком у Жовкві. Навчались у Кракові, Брюсселі.

### Кар'єра
24 липня 1648 року після звістки про смерть короля Владислава IV разом зі старшим братом Мареком виїхав з Брюсселя додому. Учасник воєн проти Богдана Хмельницького, зокрема, облоги Замостя (1648), битв під Зборовом, Берестечком (був важко поранений в голову, ледь не потрапив до татарського полону), Жванцем. Після дуелі проти Михайла Казимира Паца через панну Орховську — доньку Павла, гувернера Собеських — лікувався у Львові. 2 липня 1649 року отримав від батька Яворівське староство. 1659 року вперше був послом сейму. 19 березня 1660 року став стрийським старостою.
Як полковник кварцяного війська служив під командуванням хорунжого коронного Олександра Конецпольського, 16 жовтня 1655 року склав присягу на вірність королю Швеції. 1656 року отримав уряд хорунжого великого коронного. У жовтні 1672 року розбив чамбули татар на лінії Краснобрід — Наріль — Немирів — Комарне — Калуш.
У серпні-вересні 1666 року разом з дружиною мав майнову суперечку з Гризельдою та Міхалом Вишневецькими, посередником був белзький каштелян Олександр Людвік Незабітовський гербу Любич.
Добився від короля Франції пенсії за інформаційну службу та конкретну політичну діяльність на користь французького двору, що було близьким до терміну державна зрада.

### Правління
На початку свого королівського правління підписав невигідний для Польщі Журавненський мир (1676) з Мехметом IV, але одночасно провадив переможні баталії з Османською імперією: битви біля Підгайців і Хотина (саме після Хотинської битви 1673 року обраний королем), «Віденську відсіч» 1683 року.
У 1684 році відновив козацтво на Правобережній Україні і протягом останньої чверті XVII століття підтримував гетьманування там Остапа Гоголя, Стефана Куницького, Андрія Могили, Григорія Гришка, Самійла Самуся, полковництво Семена Палія. Правобережне козацтво брало участь у молдавських походах Яна III Собеського 1685, 1686 і 1691 років.
Наприкінці лютого 1676 року Ян III Собеський запросив на свої коронаційні урочистості до Варшави наказного правобережного гетьмана Остапа (Євстафія) Гоголя. Сейм дав дозвіл козакам право розміщуватись у Димерському старостві і виплачувати певні суми з коронного скарбу. Наказний гетьман мав сформувати 4000-не військо для боротьби з турками.
Головною метою його зовнішньої політики було відвоювання Правобережної України від Османської імперії, що дало б змогу покращити становище Польсько-Литовської держави за рахунок економічного та військового потенціалу українських земель. На той час Правобережна Україна стала ключовою ланкою у відносинах між Московською державою, Річчю Посполитою, Османською імперією та залежним від них Кримським ханством.
1684 року був ініціатором утворення антиосманського союзу Австрії, Венеції, Святого престолу та Речі Посполитої. Того ж 1684 р. Папа Інокентій XI надав почесний титул Defensor Fidei (Захисник віри) та Orthodox Majesty (Православна Величність) королю Речі Посполитої, Великому князю Литовському, Руському, Смоленському, Сіверському, Чернігівському тощо Яну III Собеському, який очолив командування армії християнської коаліції (в тому числі й з українських козаків) під час героїчної Віденської битви, що вважається поворотним моментом в історії Європи, який запобіг її завоюванню Османською імперією.
1686 року уклав Вічний мир з Московською державою, закріпивши поділ України. По суті це був вимушений крок під тиском Москви, а Сейм Речі Посполитої ратифікував цей договір тільки у 1764 році знову ж таки під тиском Москви.
Політично був пов'язаний із Францією та Австрією. Прагнув до зміцнення королівської влади, що викликало сильну опозицію магнатів.
Останній рік найчастіше перебував у Жовкві, Яворові чи Вілянові, потерпав від ростучої водянистої пухлини. Помер 17 червня 1696 року від апоплексії (геморагічного інсульту) у Вілянівському палаці поблизу Варшави. Похований у крипті Св. Леонарда у Кракові.

## Родина
Дружина — Маріїя Казимира де Ла Гранж д'Аркен
Діти:
- Якуб Людвік (1667—1737) — дідич Зборова, Золочева (фундатор тут колегії, монастиря, костелу оо. піярів[12])
- Марія Тереза Собеська
- Тереза Кунігунда (1676—1730) — польська королівна з дому Собеських, донька короля Польщі Яна III та французької шляхтянки Марії Казимири де Ла Гранж д'Аркен, дружина курфюрста Баварії Максиміліана II. Регентка Баварії у 1704—1705 роках під час перебування баварського двору в Іспанських Нідерландах.
- Александер Бенедикт (1677—1714)
- Константій Владислав (1680—1726)
- Тереза Теофіла
- Аделаїда Людвіка
- Тереза Кунеґунда Реґіна[13].

## Титул
Повний титул:
- Dei Gratia Rex Fidei Defensor Poloniae, magnus dux Lithuaniae, Russiae, Prussiae, Masoviae, Samogitiae, Livoniae, Smolenscie, Kijoviae, Volhyniae, Podlachiae, Severiae, Czernichoviaeque, etc

пол. Z Bożej łaski król Polski, wielki książę litewski, ruski, pruski, mazowiecki, żmudzki, inflancki, Kijoviae, Volhyniae, smoleński, siewierski i czernihowski.
укр. З Божої ласки король Польщі, Великий князь Литовський, Великий князь Руський, Прусський, Мазовецький, Жмудський, Інфляндський, Київський, Волинський, Смоленський, Сіверський і Чернігівський.

## Власність, фундації
- Зборів,[14] Підгірці, Золочів, Жовква, Поморяни (тут за його сприяння було розпочато будівництво кам'яного костелу[15]).

## Вшанування

### Пам'ятники
- Львів (нині у Гданську)
- Санкт-Петербург (вивезений з Підгорецького замку)
- Естергом
- Перемишль
- Штурово
- Варшава
- Відень

### Меморіальні таблиці
- Бучач (у 2016 році відновлена до попереднього вигляду; офіційне відкриття — 31 липня, на День міста).

### Вулиці
- Львів (Круля Яна ІІІ, тепер частина вулиці Братів Міхновських)[16]
- Бучач (часи І-ї Речі Посполитої)
- Калуш (часи ІІ-ї Речі Посполитої)
- Золочів.

## Галерея

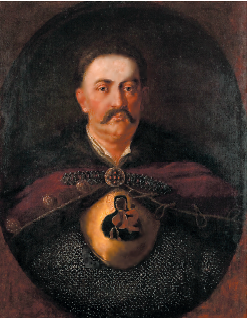
Ян III Собеський з «образом» Матері Божої Белзької (Ченстоховської)
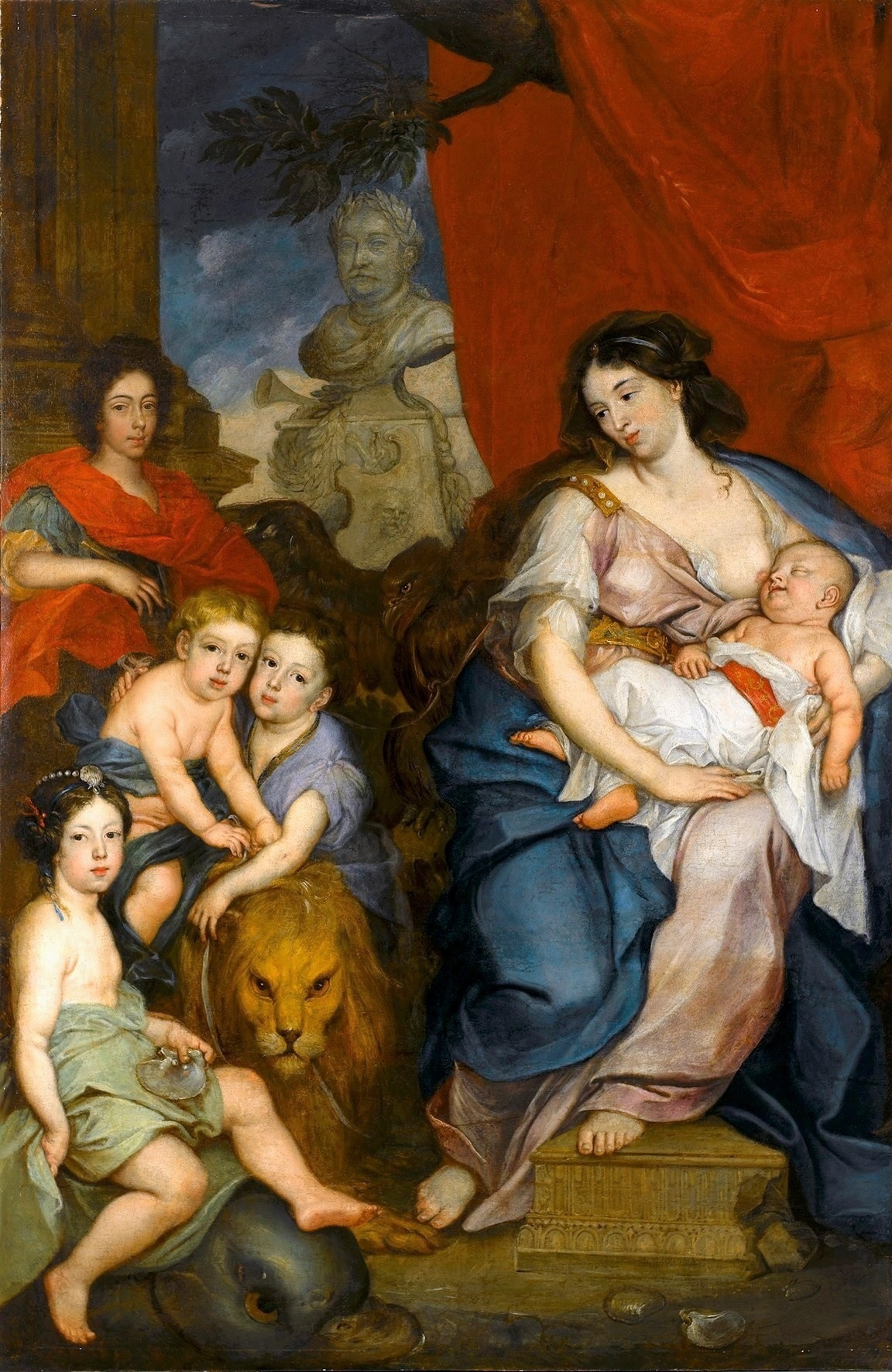
Дружина Яна III Собеського Марія Казимира з дітьми (художник - Шимонович-Семигиновський Юрій Елевтерій)
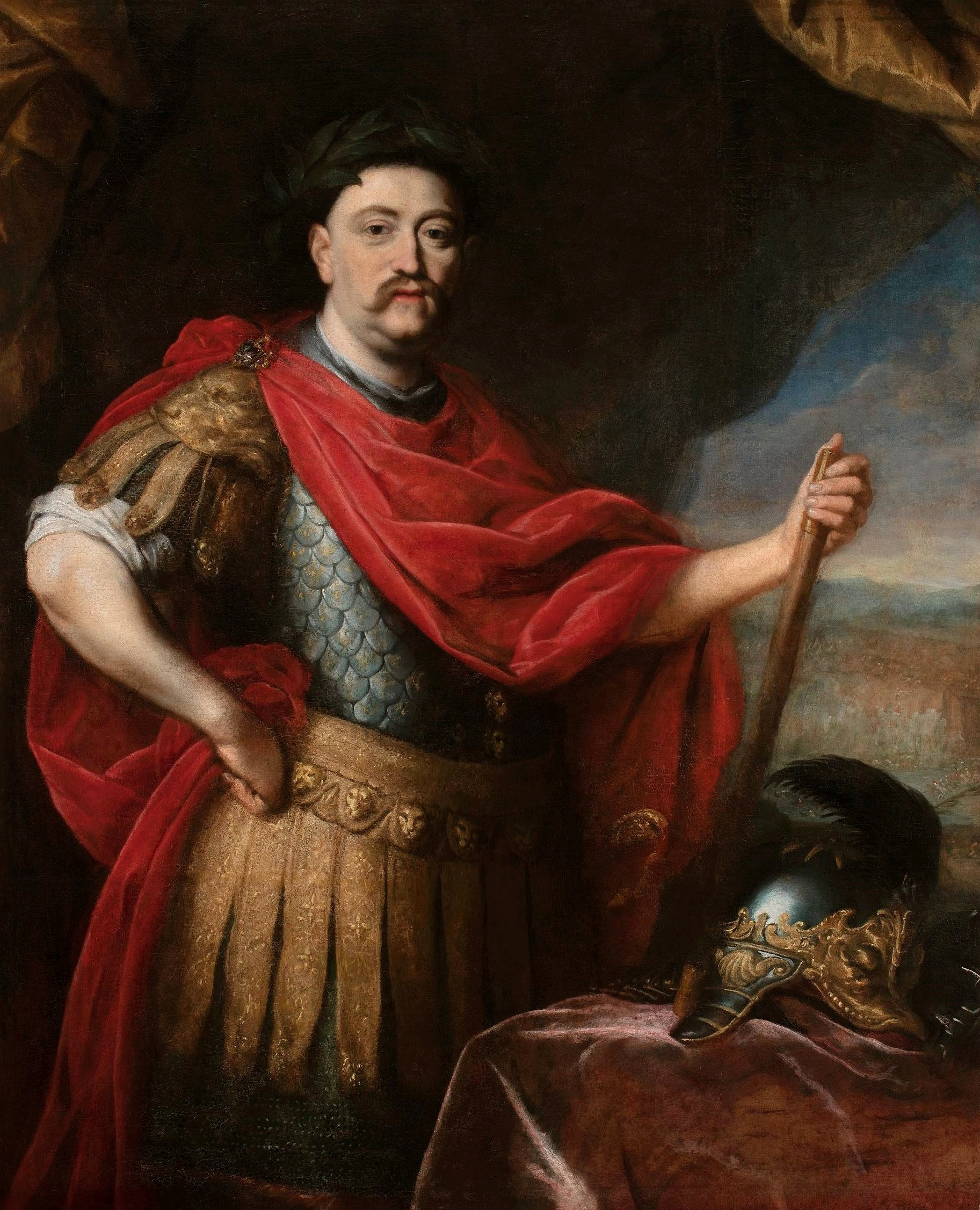
Ян III Собеський у лавровому вінку (художник - Шимонович-Семигиновський Юрій Елевтерій)
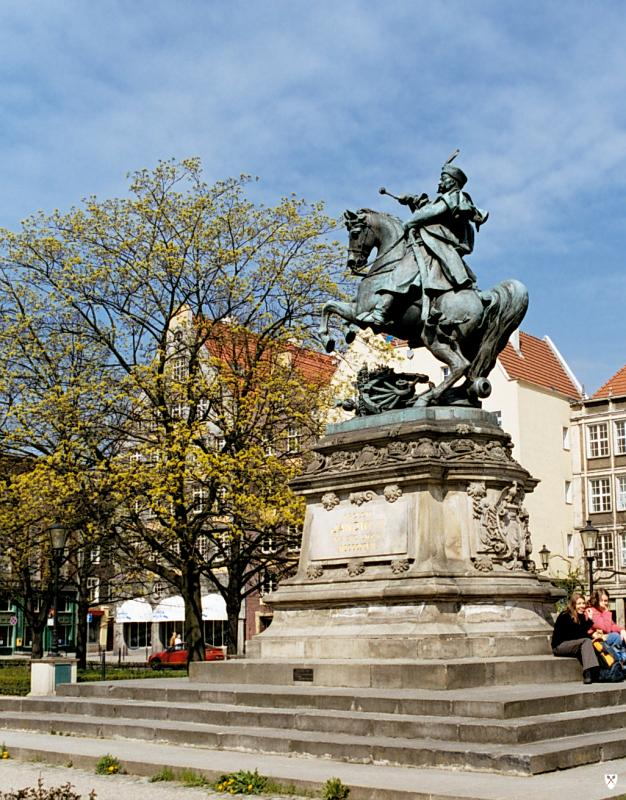
«Львівський» пам'ятник королю, Гданськ
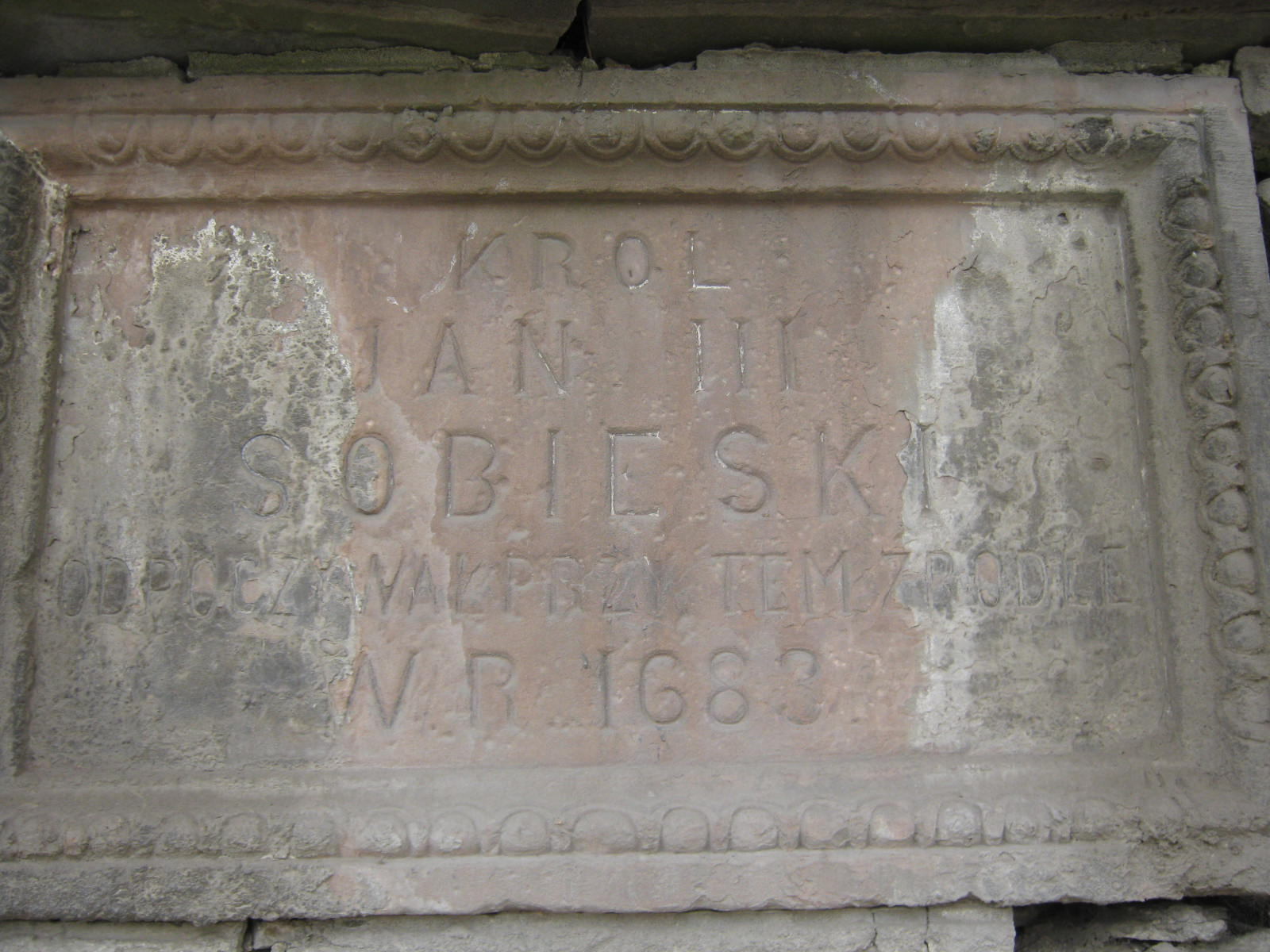
Пам'ятна дошка, Бучач
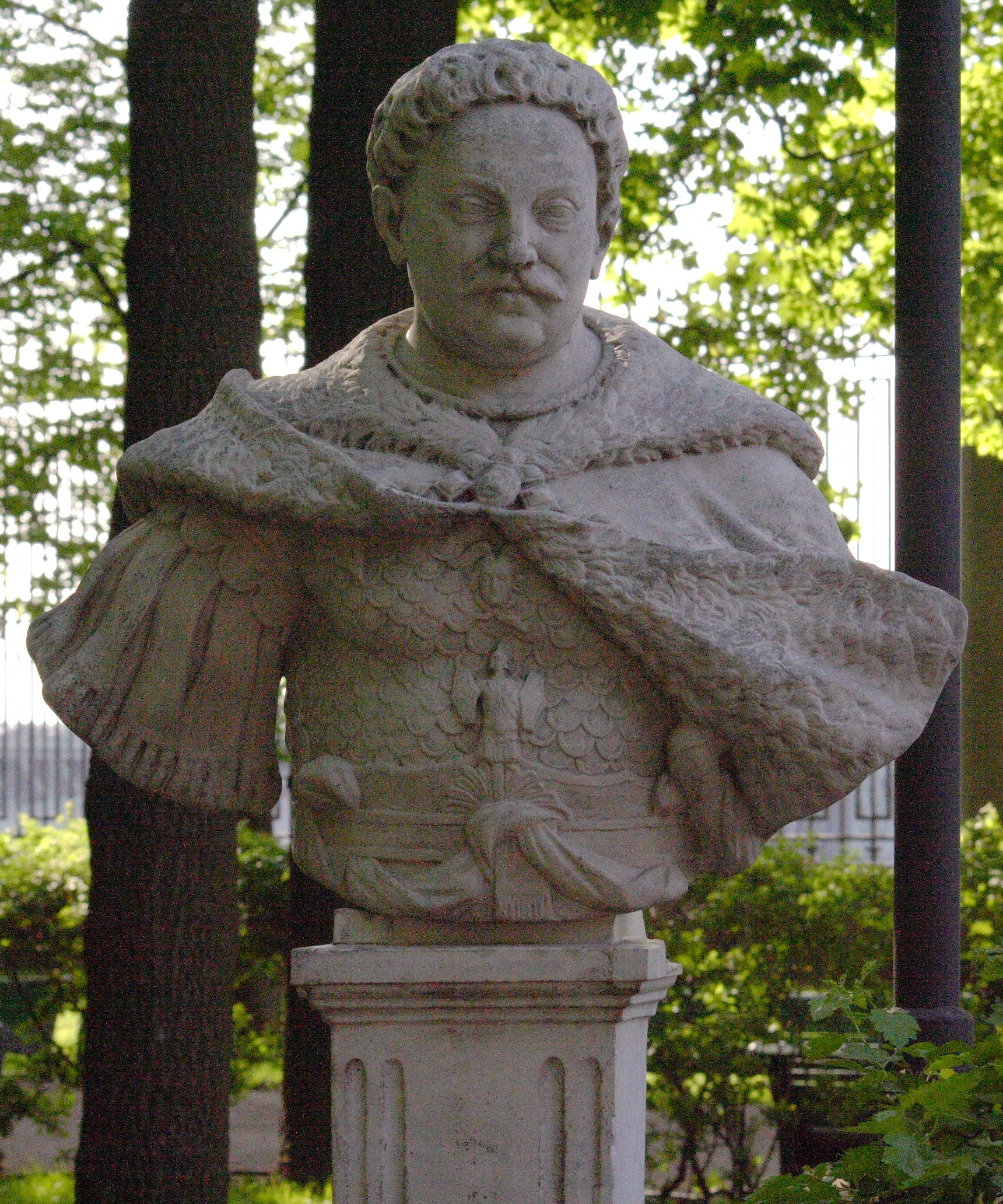
Пам'ятник у Санкт-Петербурзі, вивезений з Підгорецького замку
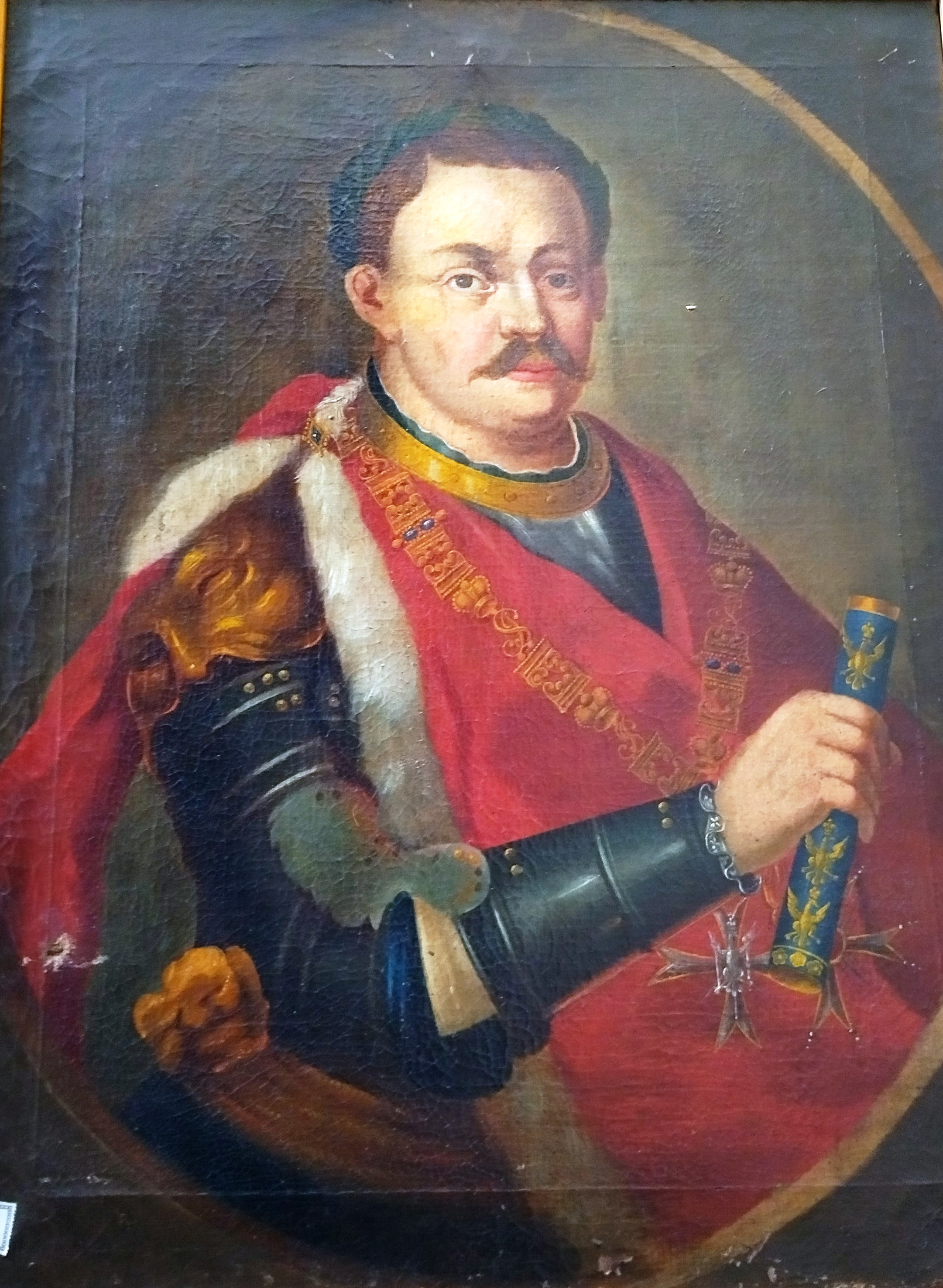
Портрет короля Яна III Собеського. Полотно, олія. Художник Якубовський, XIX ст. З колекції Збаразького замку
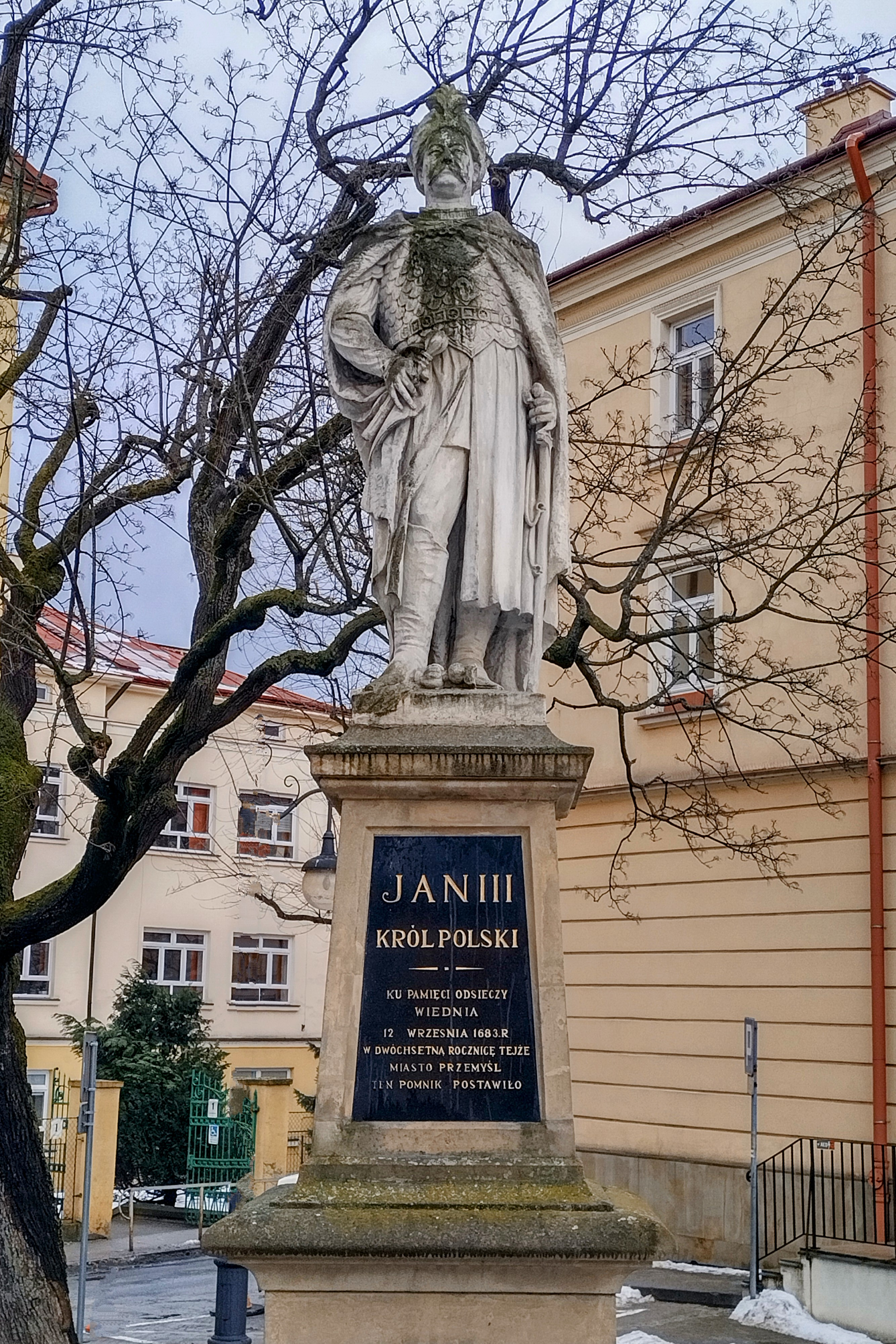
Пам'ятник Яну III Собеському в Перемишлі

## и
| Софія з Жолкевських Данилович | Софія з Жолкевських Данилович | Софія з Жолкевських Данилович | Софія з Жолкевських Данилович | Софія з Жолкевських Данилович | Софія з Жолкевських Данилович |                                      |                                      |                                      |                                      |                                      |                                      | Іван Данилович | Іван Данилович | Іван Данилович | Іван Данилович | Іван Данилович   | Іван Данилович |  |  | Ядвіґа Снопковська | Ядвіґа Снопковська | Ядвіґа Снопковська | Ядвіґа Снопковська | Ядвіґа Снопковська | Ядвіґа Снопковська |                |                |                |                |                |                | Марко Собеський | Марко Собеський | Марко Собеський | Марко Собеський | Марко Собеський | Марко Собеський |  |  |
| Софія з Жолкевських Данилович | Софія з Жолкевських Данилович | Софія з Жолкевських Данилович | Софія з Жолкевських Данилович | Софія з Жолкевських Данилович | Софія з Жолкевських Данилович |                                      |                                      |                                      |                                      |                                      |                                      | Іван Данилович | Іван Данилович | Іван Данилович | Іван Данилович | Іван Данилович   | Іван Данилович |  |  | Ядвіґа Снопковська | Ядвіґа Снопковська | Ядвіґа Снопковська | Ядвіґа Снопковська | Ядвіґа Снопковська | Ядвіґа Снопковська |                |                |                |                |                |                | Марко Собеський | Марко Собеський | Марко Собеський | Марко Собеський | Марко Собеський | Марко Собеський |  |  |
|                               |                               |                               |                               |                               |                               |                                      |                                      |                                      |                                      |                                      |                                      |                |                |                |                |                  |                |  |  |                    |                    |                    |                    |                    |                    |                |                |                |                |                |                |                 |                 |                 |                 |                 |                 |  |  |
|                               |                               |                               |                               |                               |                               | Софія Теофіля Даниловичівна Собеська | Софія Теофіля Даниловичівна Собеська | Софія Теофіля Даниловичівна Собеська | Софія Теофіля Даниловичівна Собеська | Софія Теофіля Даниловичівна Собеська | Софія Теофіля Даниловичівна Собеська |                |                |                |                |                  |                |  |  |                    |                    |                    |                    |                    |                    | Якуб Собеський | Якуб Собеський | Якуб Собеський | Якуб Собеський | Якуб Собеський | Якуб Собеський |                 |                 |                 |                 |                 |                 |  |  |
|                               |                               |                               |                               |                               |                               | Софія Теофіля Даниловичівна Собеська | Софія Теофіля Даниловичівна Собеська | Софія Теофіля Даниловичівна Собеська | Софія Теофіля Даниловичівна Собеська | Софія Теофіля Даниловичівна Собеська | Софія Теофіля Даниловичівна Собеська |                |                |                |                |                  |                |  |  |                    |                    |                    |                    |                    |                    | Якуб Собеський | Якуб Собеський | Якуб Собеський | Якуб Собеський | Якуб Собеський | Якуб Собеський |                 |                 |                 |                 |                 |                 |  |  |
|                               |                               |                               |                               |                               |                               |                                      |                                      |                                      |                                      |                                      |                                      |                |                |                |                |                  |                |  |  |                    |                    |                    |                    |                    |                    |                |                |                |                |                |                |                 |                 |                 |                 |                 |                 |  |  |
|                               |                               |                               |                               |                               |                               |                                      |                                      |                                      |                                      |                                      |                                      |                |                |                |                | Ян ІІІ Собеський |                |  |  |                    |                    |                    |                    |                    |                    |                |                |                |                |                |                |                 |                 |                 |                 |                 |                 |  |  |

Діти, зокрема:
- Якуб Людвік (1667, Париж — 1737, Жовква) — дідич Зборова, Золочева (фундатор тут колегії, монастиря, костелу оо. піярів[12]),
- Александер Бенедикт (1677, Гданськ — 1714, Рим),
- Константій Владислав (1680, Варшава — 1726, Жовква),
- Тереса Кунеґунда Реґіна[13].

## Цікаві факти
- Ян III Собеський мав найбільше дітей серед польських королів — 14.[17]
- У 1677 році під час перебування в Гданську Ян III Собеський кілька разів відвідував відомого астронома і власника декількох пивоварних заводів Івана Гевелія. Король охоче користувався його прибудинковою астрономічною обсерваторією. 21 жовтня 1677 року король Ян III визначив вченому довічну зарплату в розмірі 1000 злотих, 3 грудня 1677 року звільнив пивоварні заводи Яна Гевелія від всіляких податків. На доказ вдячності 1690 року астроном одне з сузір'їв південного неба назвав Щитом Собеського (Scutum Sobiescianum).
- Видатний польський художник Я. Матейко підкреслював, що Ян Собеський був русином: ,,Нагадати, панове, вам прагну, що король наш герой був русином, а довгий час мешкаючи в Олеську, Жовкві, Львові і т. д., зі зворушенням про ті сторони часто згадував. (…) Великий король русин, який мав однак стільки у своєму серці любові для краю, був водночас гордістю Польщі як спільної нам всім вітчизни" (A. Świątek ,,Lach serdeczny. Jan Matejko a Rusini").
- Відповідно до віднайдено родоводу Шептицьких був прадядьком Андрея Шептицького. Рідні дідусь і бабуся Короля Яків Снопковський і Анна Гербурт — також є прямими предками Андрея Шептицького[18].